# Pregradnaja
Pregradnaja (russisch Прегра́дная, kabardinisch Преграднэ/Pregradne, karatschai-balkarisch Преградни/Pregradni) ist eine Staniza in der Republik Karatschai-Tscherkessien (Russland) mit 7466 Einwohnern (Stand 14. Oktober 2010).

## Geographie
Die Staniza liegt im Nordteil des Großen Kaukasus, zwischen dem Skalisty-Kamm („Felsenkamm“), der sich nördlich des Ortes bis auf fast 1900 m über dem Meeresspiegel erhebt, und dem 40 km weiter südlich verlaufenden, dem Hauptkamm vorgelagerten und mehr als 3000 m hohen Abischira-Achuba-Kamm. Durch den etwa 75 km Luftlinie südwestlich der Republikhauptstadt Tscherkessk gelegenen Ort fließt der Urup; der größte Teil des Ortes liegt am linken Flussufer. Wenig südlich der Staniza liegt am rechten Ufer des Urup die Bergbausiedlung Mednogorski.
Pregradnaja ist Verwaltungszentrum des Rajons Urupski sowie Sitz der Landgemeinde Pregradnenskoje selskoje posselenije, zu der außerdem der etwa vier Kilometer nördlich gelegene Weiler (chutor) Bolschewik gehört.

## Geschichte
Die Staniza wurde während des Kaukasuskrieges zwischen April und Jahresende 1860 im Verlauf der vorgeschobenen von Kaukasischen Linie errichtet und mit Kosaken besiedelt. Die Bezeichnung von russisch pregrada steht hier etwa für „Schutzwall“. Die Staniza gehörte zunächst zur Abteilung (Otdel) Batalpaschinsk der Oblast Kuban.
Nach verschiedenen administrativen Umgestaltungen wurde Pregradnaja am 7. September 1938 Sitz eines neu gebildeten Rajons, nach ihr als Pregradnenski rajon bezeichnet. Im Zusammenhang mit der Deportation der gesamten karatschaischen Bevölkerung und der Auflösung der Karatschaischen Autonomen Oblast am 12. Oktober 1943 wurde auch der Rajon aufgelöst, aber nach der Rückkehr der Karatschaier im Januar 1957 wiederhergestellt. Am 1. Februar 1963 wurde der Rajon in Urupski promyschlenny rajon („Urup-Industrie-Rajon“) umbenannt, und am 12. Januar 1965 erhielt er schließlich die heutige Bezeichnung (nach dem Fluss).

### Bevölkerungsentwicklung
| Jahr | Einwohner |
| ---- | --------- |
| 1897 | 2554      |
| 1939 | 4583      |
| 1959 | 6397      |
| 1970 | 7564      |
| 1979 | 7341      |
| 1989 | 6853      |
| 2002 | 6566      |
| 2010 | 7466      |

Anmerkung: Volkszählungsdaten

## Verkehr
Pregradnaja liegt an der dort den Urup kreuzenden Regionalstraße Maikop – Karatschajewsk, früher durchgehend als R256 bezeichnet, heute auf dem Territorium Karatschai-Tscherkessiens als 91K-006 ausgezeichnet. Eine durchgehende, den Urup abwärts führende Straße gibt es nicht; flussaufwärts führt eine östlich von Pregradnaja abzweigende Straße über Mednogorski bis zum Dorf Urup.
Die nächstgelegene Bahnstation ist 40 km nordwestlich Schedok bei Psebai, bereits in der Region Krasnodar, Endpunkt einer Nebenstrecke von Kurganinsk.